# Guillaume Bachelay
Pour les articles homonymes, voir Bachelay.
Guillaume Bachelay, né le 13 juillet 1974 à Elbeuf (Seine-Maritime), est un homme politique français.

## Biographie
À l’issue de sa scolarité à Elbeuf où il est né, il est étudiant à Paris au lycée Henri-IV en hypokhâgne et en khâgne, puis en philosophie à l’université Paris IV-Sorbonne.
Considéré comme ancré à la gauche du Parti socialiste, il devient conseiller de Laurent Fabius à partir de 1998, à la présidence de l’Assemblée nationale (jusqu’en 2000) puis au ministère de l’Économie, des Finances et de l’Industrie (2000-2002). Il exerce ensuite des fonctions au sein du PS : membre du bureau national en 2007, il est aussi secrétaire national à l'industrie et aux nouvelles technologies de l'information et de la communication. Une des « plumes » du Parti socialiste, il est choisi comme rapporteur général du projet socialiste pour 2012.
Soutien de Martine Aubry lors de la primaire présidentielle socialiste de 2011, il rejoint ensuite l'équipe de campagne du candidat François Hollande en vue de la présidentielle de 2012 en tant que responsable de la cellule « veille-arguments-riposte » et joue un rôle actif dans la préparation du débat télévisé d’entre deux tours.
Localement, il est élu adjoint au maire de Cléon (2001-2012) et vice-président du conseil régional de Haute-Normandie où il met en œuvre le Contrat régional de développement économique (CRDE). Il a aussi été brièvement conseiller général du canton de Caudebec-lès-Elbeuf, avant de démissionner pour cause de cumul de mandats. De 2014 à 2020, il est conseiller municipal délégué du Grand-Quevilly.

### Député de la Seine-Maritime
Suppléant de Laurent Fabius aux élections législatives de 2012, il le remplace à l'Assemblée à compter du 22 juillet 2012, l'ancien Premier ministre ayant été confirmé dans ses fonctions de ministre des Affaires étrangères dans le gouvernement Jean-Marc Ayrault puis dans le gouvernement Valls en 2014, qu'il quitte en mars 2016 pour la présidence du Conseil constitutionnel.
Guillaume Bachelay est donc député à partir de 2012 de la quatrième circonscription de la Seine-Maritime (cantons de Elbeuf, Caudebec-lès-Elbeuf, Grand-Couronne, Grand-Quevilly et Maromme), et siège pendant la législature à la Commission des Finances, de l'Économie générale et du Contrôle budgétaire de l'Assemblée nationale.
Il est le rapporteur du projet de loi créant la Banque publique d’investissement (bpifrance) pour le développement des PME et des entreprises de taille intermédiaire (ETI). Durant la législature, il est rapporteur spécial du projet de loi finances pour les participations financières de l’Etat et pour la participation de la France au désendettement de la Grèce. Membre de plusieurs missions d’information (sur le crédit d’impôt pour la compétitivité et pour l’emploi, sur la candidature de la France à l’exposition universelle de 2025, sur les suites du référendum britannique et le suivi des négociations), il participe à la mission de réflexion sur l’engagement citoyen et l’appartenance républicaine.
Soutien du président Hollande au cours du quinquennat, il est secrétaire national à la coordination et numéro deux du PS d’octobre 2012 (Congrès de Toulouse) à juin 2015 (Congrès de Poitiers). En 2016, il coordonne la rédaction des sept « Cahiers de la présidentielle » où son parti propose des « défis pour le futur » (grands travaux de rénovation thermique et des infrastructures de réseaux, sécurisation des parcours professionnels, culture numérique dans toutes les entreprises, revenu minimum décent, nouvelle étape de décentralisation).

### Échec électoral en 2017
Il dirige la rédaction de la plate-forme programmatique du PS pour les élections législatives de 2017, où ne figurent plus plusieurs propositions phares du candidat malheureux à l'élection présidentielle Benoît Hamon (revenu universel d'existence, 49-3 citoyen, reconnaissance du burn out comme maladie professionnelle ou encore sortie du diesel à l'horizon 2025 et sortie du nucléaire) et dans laquelle sont fixées des « lignes rouges » par rapport au programme du président élu Emmanuel Macron (comme le refus de la réforme du code du travail par ordonnances). À l'occasion des élections législatives de 2017, il échoue à se faire réélire en étant battu dès le premier tour avec un score de 18,95 % des suffrages : il lui manque 122 voix pour atteindre le deuxième tour. Le canard enchainé du 28 juin 2017 révèle qu'une tentative d'arrangement avec le camp d'Emmanuel Macron a eu lieu : le député socialiste sortant a demandé à Emmanuel Macron de ne pas investir de candidat face à lui, mais la commission d’investiture s'est trompée de circonscription.
Il ne conserve donc plus que son mandat de conseiller municipal délégué au Grand-Quevilly.
Le 8 juillet 2017, il intègre la direction collégiale du PS. 
Au congrès d'Aubervilliers d'avril 2018, il plaide pour « une charte numérique des droits civiques, universelle et juridiquement contraignante » pour préserver la vie privée et combattre la marchandisation des données. Il ne participe pas au nouveau secrétariat national et se déclare « en retrait de la politique active mais fidèle à [ses] engagements ».
En décembre 2018, il devient directeur des relations institutionnelles de JCDecaux.

## Ouvrages
- Désert d’avenir : le Parti socialiste 1983-2007, L'Encyclopédie du socialisme, 2007
- Avec Nicolas Mayer-Rossignol, La gauche après la crise, 2010
- Avec Najat Vallaud-Belkacem, Réagissez ! Répondre au FN de A à Z, 2011
- La politique sauvée par les livres, Stock, 2016